# Craie de cire
 (juillet 2012).
Si vous disposez d'ouvrages ou d'articles de référence ou si vous connaissez des sites web de qualité traitant du thème abordé ici, merci de compléter l'article en donnant les références utiles à sa vérifiabilité et en les liant à la section « Notes et références ».
La craie de cire (aussi appelée crayon de cire ou encore craie grasse) est un crayon à colorer fabriqué avec de la cire de couleur. Elle est principalement destinée aux enfants de plus de trois ans.

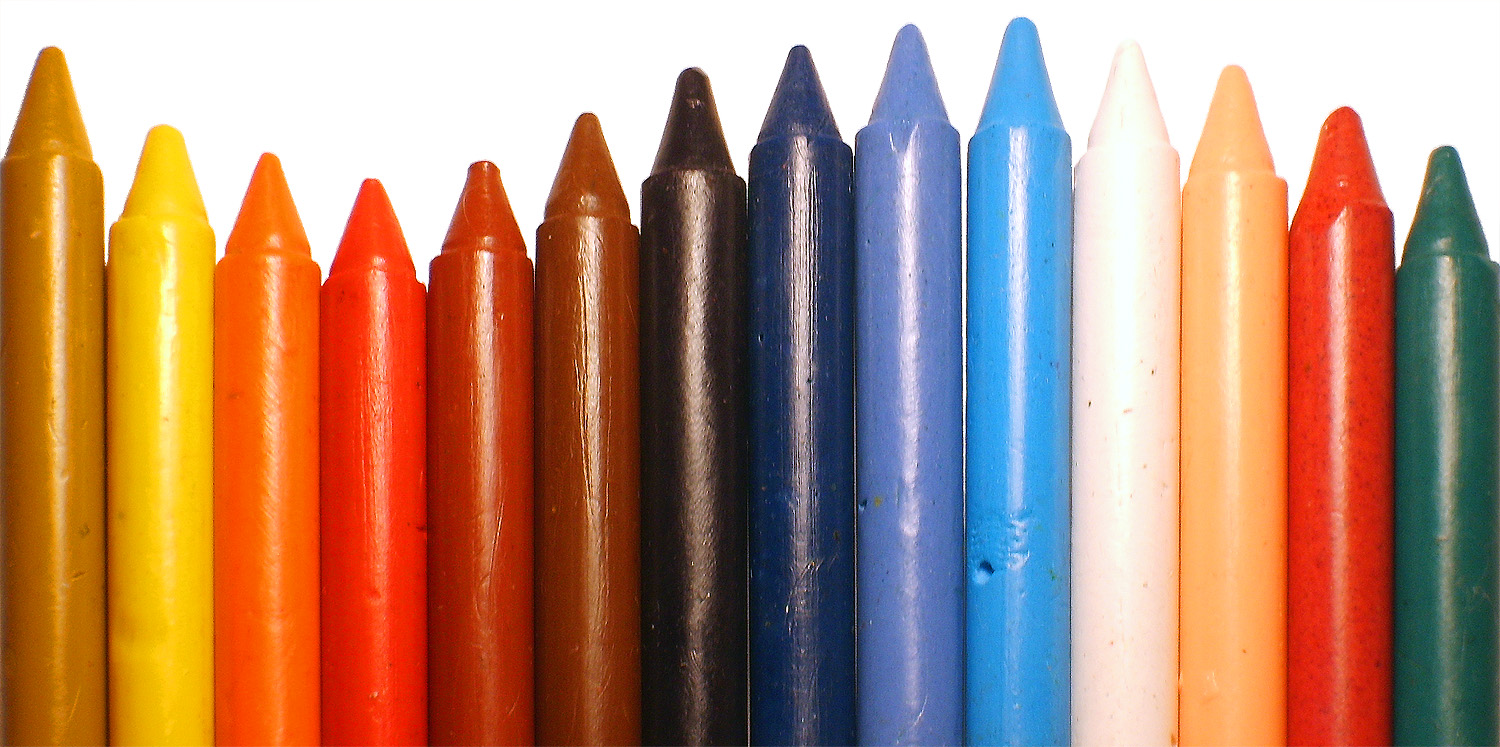
Des craies de cire sans leur habillage.

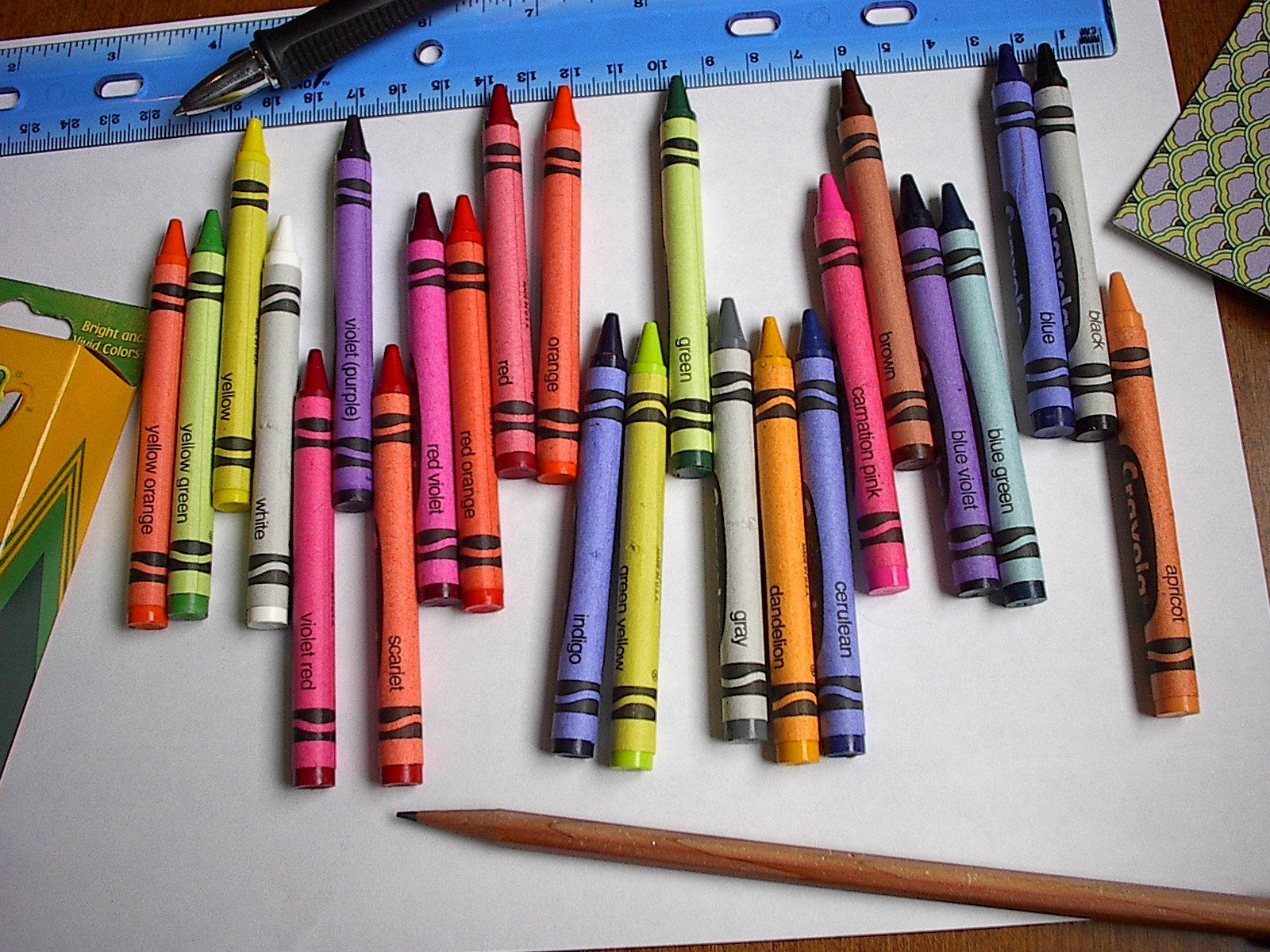
Des craies de cire de la marque Crayola.

## Composition
La première craie de cire fut composée d'un mélange de pétrole pour lui donner une consistance, et de charbon pour lui donner une couleur noire. Plus tard, différents pigments ont remplacé le charbon de bois.
Par la suite, le pétrole fut remplacé par de la cire d'abeille, afin de rendre les bâtons plus robustes et faciles à manipuler.
Aujourd'hui la craie de cire est généralement fabriquée à base de paraffine, peu coûteuse, à laquelle on ajoute un acide gras et des pigments. La dimension de ces crayons est de 12 mm de diamètre et 83 mm de long. Afin de protéger les mains, chaque bâton est emballé dans du papier.

## Histoire
En 1864, Joseph W. Binney fonde le Peekskill Chemical Company à New York. Cette société fabrique un colorant noir fait de charbon et une peinture rouge contenant de l'oxyde de fer. Et réussit à améliorer la couleur noire en y ajoutant du carbone. Vers 1885, le fils de Joseph : Edwin Binney et son neveu : C.Harold Smith, forment un partenariat nommé Binney & Smith. Les cousins, nouveaux propriétaires de l’entreprise, élargissent la gamme de produits pour inclure cirage et encres d'imprimerie et commencent à produire une liste de crayons pour les écoles. Ils ont donc élaboré un nouveau type de craie colorée non toxique. À l'Exposition universelle de Saint Louis en 1904, ils ont remporté une médaille d'or pour leurs nouvelles craies destinées aux enseignants : la première poussière de craie. C’est aux alentours de 1903 qu’apparaîtra la première version non toxique des crayons "Crayola". Le nom Crayola a été créé par Alice Stead Binney (épouse de E. Binney), en combinant les mots français : craie (craie) et grasse (oléagineux). Les premières couleurs étaient noir, brune, bleu, rouge, violette, orange, jaune, et verte. Aujourd'hui, il existe plus d'une centaine de types différents de pastels réalisés par Crayola dont des couleurs fluorescentes créées en 1973. En 2012, plus de 2 milliards de crayons sont vendus par an dans 60 pays. Le 6 février 1996, l’entreprise Crayola a réalisé son 100 milliardième crayon.